# Hōjō Tokiatsu
Hōjō Tokiatsu (北條時敦, 1281-8 juillet 1320), membre du clan Hōjō, est le dixième minamikata rokuhara Tandai (assistant pour la sécurité intérieure de Kyoto) de 1311 à 1315. Il est aussi quatorzième kitakata rokuhara Tandai (chef de la sécurité intérieure de Kyoto) de 1315 à 1320.